# Lüntenbeck (Quartier)
Das Wuppertaler Wohnquartier Lüntenbeck ist eines von neun Quartieren des Stadtbezirks Vohwinkel. Namensgebend für das Wohnquartier ist der Bach Lüntenbeck.

## Geographie

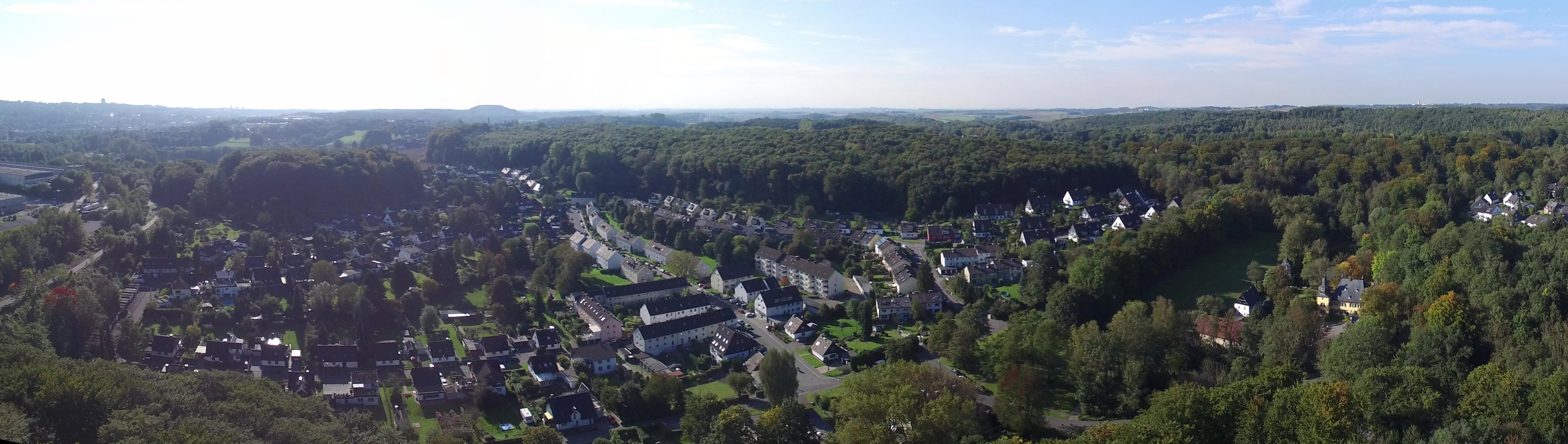
Siedlung im Quartier Lüntenbeck mit Schloss Lüntenbeck (rechts)

Das 1,32 km² große Wohnquartier liegt im Westen Wuppertals. Östlich des Wohnquartiers liegt das zum Stadtbezirk Elberfeld-West gehörende Quartier Varresbeck, die Trasse der Bundesautobahn 535 bildet hier die Grenze. Im Süden sind die Wohnquartiere Industriestraße und Tesche, die stillgelegte Bahnstrecke Düsseldorf-Derendorf–Dortmund Süd („Wuppertaler Nordbahn“) bildet hier die Grenze. Im Westen und Norden schließt sich das Gebiet dem Wohnquartier Schöller-Dornap an, die Grenze im Westen bildet dabei die Bahnstraße (Bundesstraße 224) und zum Norden hin bildet dabei die Düsseldorfer Straße (Bundesstraße 7) die Quartiersgrenze.
Der Siedlungskern bildete sich um das Schloss Lüntenbeck.

## Infrastruktur

### Verkehr

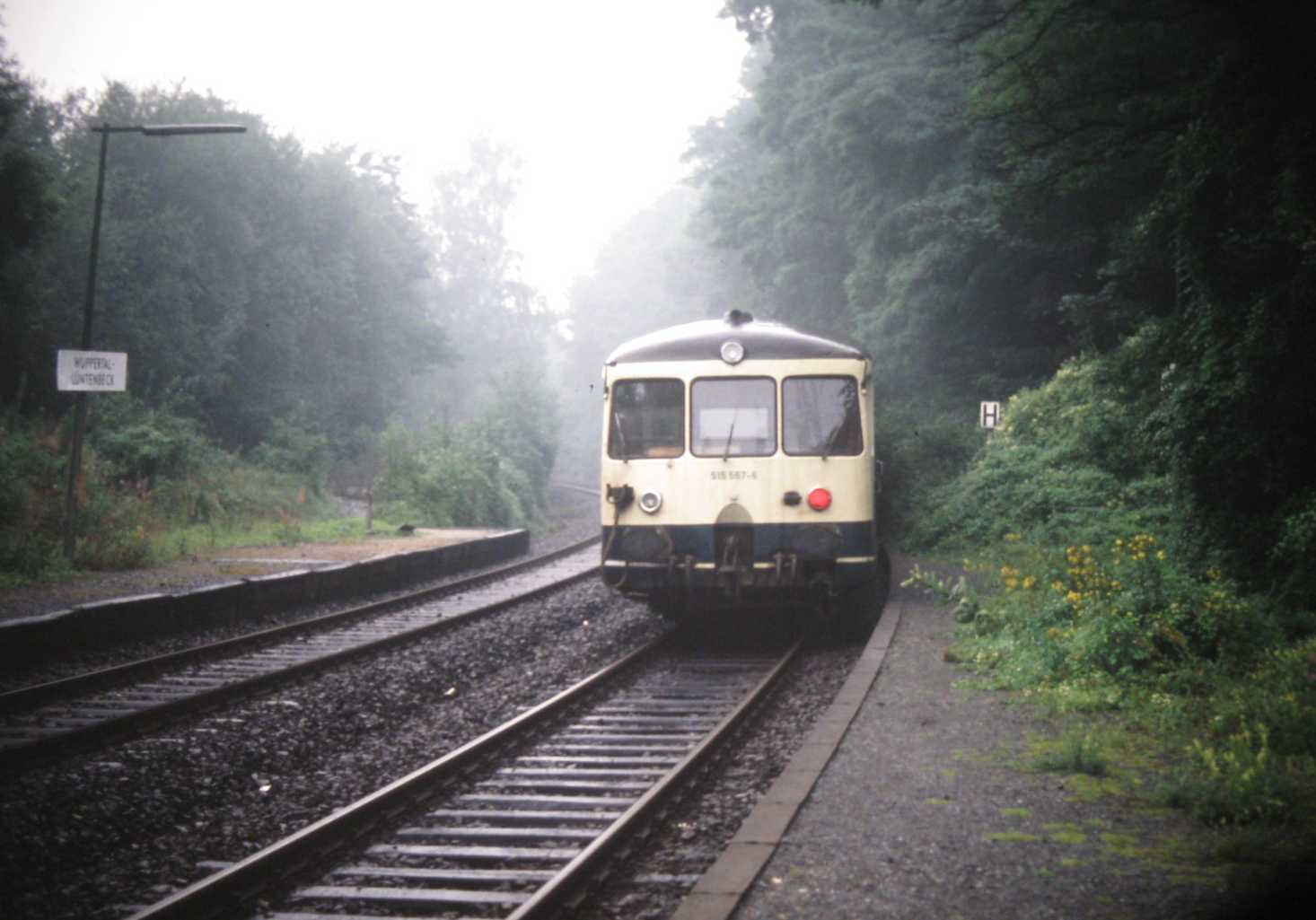
Der Haltepunkt Wuppertal-Lüntenbeck 1989 in Betrieb

Die stillgelegte Bahnstrecke Düsseldorf-Derendorf–Dortmund Süd (Wuppertaler Nordbahn) besaß im Wohnquartier einen 1952 eingerichteten Haltepunkt unter dem Namen Wuppertal-Lüntenbeck. Von hier aus konnten Berufspendler und Schüler die Triebwagen für eine Fahrt in die östlichen Stadtteile oder nach Vohwinkel bzw. nach Düsseldorf über Mettmann nutzen. Dieser Haltepunkt wurde bis 1991 bedient. Die ehemalige Bahnhofsgaststätte wurde vom Siedlerverband in einen Bürgertreff umgebaut. Die Strecke ist seit 2013 Teil eines Radwegs auf der ehemaligen Bahntrasse und bietet so schnelle Wege Richtung Vohwinkel und Elberfeld.
Heute verbindet die Buslinie 629 der WSW Lüntenbeck, über den S-Bahn-Haltepunkt Wuppertal-Sonnborn und der Schwebebahn in Sonnborn mit dem Nützenberg. Aufgrund der engen Straßenverhältnisse werden auf der Linie überwiegend Midi-Busse vom Typ Mercedes-Benz Citaro K eingesetzt.

### Geschäftswesen

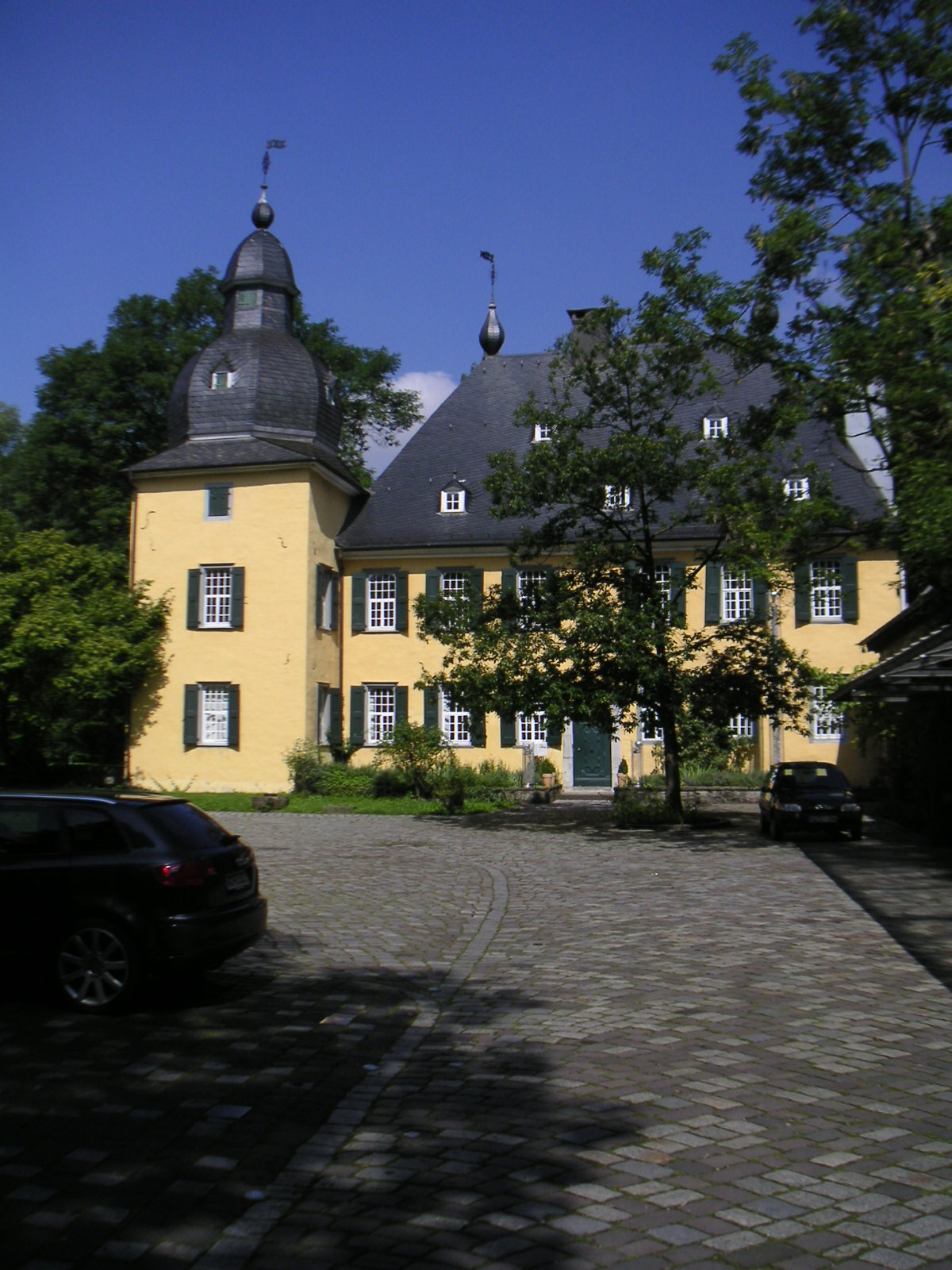
Schloss Lüntenbecks Haupthaus

Von der ehemals vorhandenen Geschäftsinfrastruktur (u. a. Lebensmittelmarkt, Post, Bäckerei) ist nur noch ein Friseur und eine Krankengymnastikpraxis übrig geblieben. Dem Schloss Lüntenbeck angegliedert sind zudem noch ein Restaurant, ein Fotostudio, ein Weinladen sowie diverse Ärzte.

### Sonstiges
Am Rand der Lüntenbeck befindet sich ein Fußballplatz mit Gaststätte, auf dem der FSV Vohwinkel seine Spiele austrägt. In der oberen Lüntenbeck im Bereich des Wohnplatzes Oberst befindet sich die evangelische Markuskirche mit einem Gemeindezentrum. Beide Häuser wurden jedoch aus finanziellen Gründen im September 2013 geschlossen. Inzwischen befindet sich eine Tanzschule und Eventlocation in der ehemaligen Kirche. Weiterhin wird im Quartier ein Kindergarten von der Arbeiterwohlfahrt betrieben. Am Rand der Bundesautobahn 535 existiert zudem eine Kleingartenanlage.

## Naherholungsgebiet

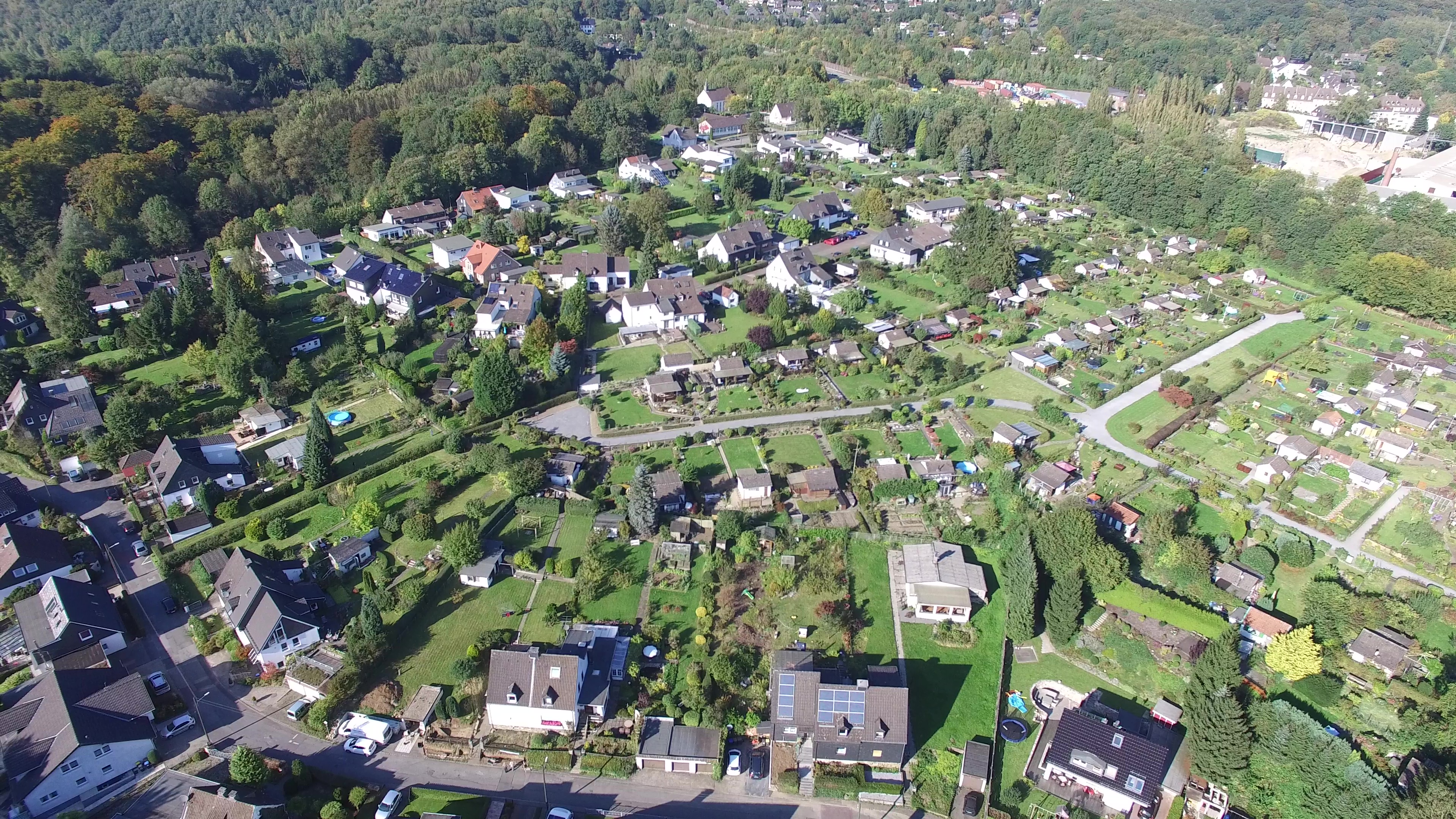
Übersicht über den Wohnplatz Oberst mit der ehemaligen ev. Markuskirche

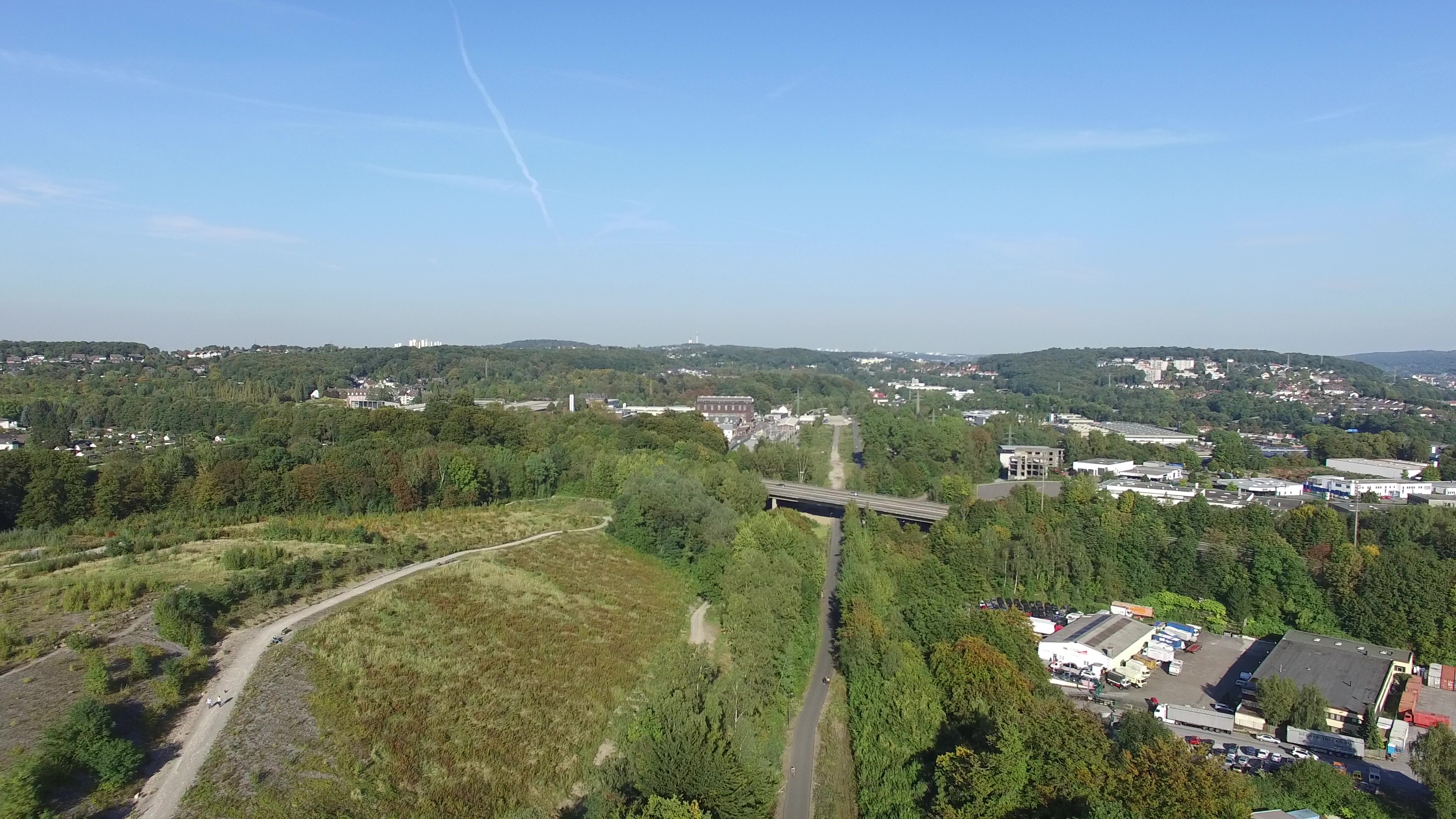
Renaturierte Hausschuttkippe und Nordbahntrasse

Das Quartier Lüntenbeck dient durch seine Lage im Grünen auch als Naherholungsgebiet. So ist die Umgebung des Siedlungskerns geprägt durch Wälder (Tescher Busch) und die Parkanlagen von Schloss Lüntenbeck mit seinen drei Teichen. Zudem wurde eine ehemalige Hausschuttkippe renaturiert und bietet nun einen exponierten Aussichtspunkt über die Stadt Wuppertal. Schloss Lüntenbeck lockt insbesondere durch Veranstaltungen, wie den überregional bekannten Weihnachtsmarkt Besucher an. Zudem führen der Wanderweg „Rund um Wuppertal“, die Nordbahntrasse, sowie der Radwanderweg R1 der Stadt Wuppertal durch das Quartier.